# 임상검사실

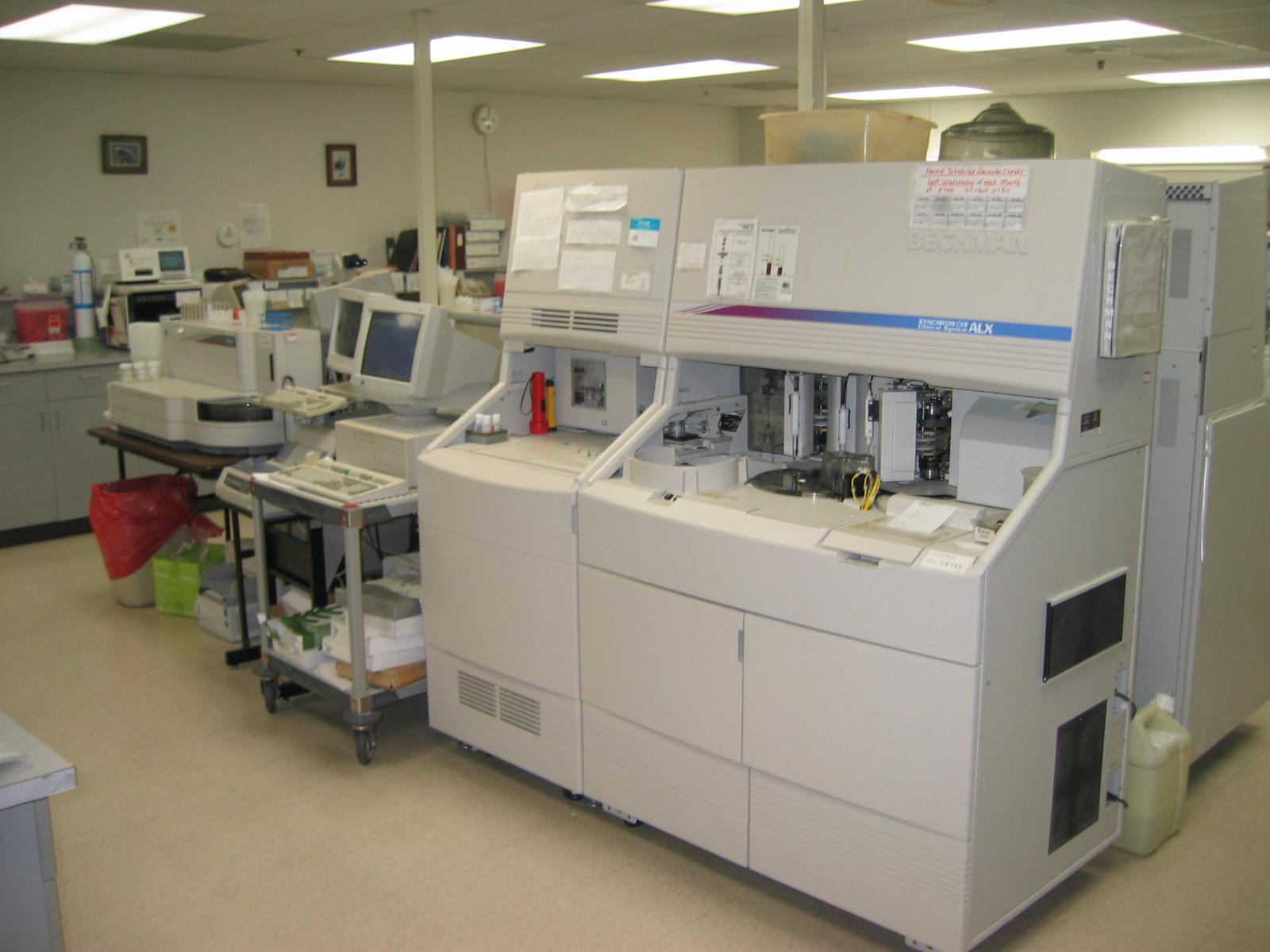
여러 자동분석기가 비치된 병원의 임상검사실

임상검사실(臨床檢査室, medical laboratory, clinical laboratory) 또는 임상병리실(臨牀病理室)은 진단, 치료, 질병 예방을 목표로 환자의 건강과 관련된 정보를 얻기 위한 검사를 수행하는 검사실이다. 임상검사실은 응용과학의 한 예로, 기초과학에 중점을 두는 연구실과는 대척점에 있다.
임상검사실의 크기와 복잡함은 시설마다 다르므로 시행할 수 있는 검사 역시 각기 다르다. 검사실의 검사를 근거로 70% 가량의 임상적 결정을 내리는 급성기 병원이나 의료 센터에서는 보다 포괄적인 검사를 시행한다. 전문 요양원이나 개인 병원, 진료소에서는 좀 더 기본적인 검사를 하기 위한 검사실이 존재하는 경우도 있다. 독립적인 사업 목적으로 운영되는 검사실에서는 다른 검사실에서 잘 시행하지 않는 검사를 대신 맡아 수행하기도 한다.